# Ayşe Seitmuratova
Ayşe Seitmuratova (n. 11 februarie 1937, Q4158912⁠(d), URSS – d. 1 iunie 2025, Republica Autonomă Crimeea, Ucraina) a fost o jurnalistă, istoric și disident sovietic de naționalitate ucraineană, veteran al mișcării pentru drepturile tătarilor crimeeni⁠(d), de altfel singura femeie din această mișcare. A fost arestată și condamnată de două ori de autoritățile sovietice și o dată de cele ruse. În 1978 a emigrat în SUA, unde a colaborat cu posturile de radio Radio Liberty, BBC, Deutsche Welle și Voice of America. A fost cetățeană americană.
După întoarcerea în Crimeea, a fost angajată în activități de caritate și îi ajuta pe tătarii crimeeni deportați să revină în peninsulă.

## Biografie

### Tinerețe
Ayşe Seitmuratova s-a născut la 11 februarie 1937 în satul Acı Eli⁠(d) din RASS Crimeea, fiind al cincilea copil în familia tătarilor crimeeni Nayme (născută Cemileva) și Seitmurat Bürseitov. Mama provinea dintr-o familie bogată din satul Saraimin, peninsula Kerci⁠(d).
La 1 octombrie 1941, tatăl Seitmurat a fost recrutat pe frontul celui de-al Doilea Război Mondial, unde a pierit. În februarie 1942 s-a născut sora Fatma. La 18 mai 1944, Ayşe, în vârstă de șapte ani, a fost deportată împreună cu mama ei, cinci frați minori și o soră. La începutul lunii iunie, familia a ajuns la stația Zirabulak din raionul Xatirchi, regiunea Samarkand, RSS Uzbecă. Au fost adăpostiți în foste grajduri de măgari. Mama și frații mai mari ai lui Ayşe lucrau la o mină de wolfram, iar ea avea grijă de fratele și sora mai mici.
În 1953, au putut să se mute mai aproape de Samarkand. În 1957, Ayşe a intrat la Facultatea de Istorie a Universității din Samarkand⁠(d), pe care a absolvit-o cu rezultatul „excelent” în 1963. A lucrat la o școală și la catedra de istorie a universității. A dat cu succes examenele pentru cursul postuniversitar al Institutului de Istorie al Academiei de Științe a URSS, dar nu a fost admisă nici acolo, nici la instituția similară din Uzbekistan. S-a întors la Samarkand, unde a lucrat ca profesoară de istorie într-o școală serală, precum și cu jumătate de normă la universitate.

### Participarea la mișcarea pentru drepturile tătarilor crimeeni
În 1964, Ayşe Seitmuratova s-a alăturat mișcării pentru drepturile tătarilor crimeeni, înregistrându-se în grupul de inițiativă din regiunea Samarkand. În vara anului 1965, la întâlnirea unui grup de reprezentanți ai tătarilor crimeeni cu șeful anticamerei Comitetului Central al PCUS, a declarat că tătarii crimeeni sunt în mod special insultați „în primul rând [de] Ordinul Comitetului național de apărare din 11 mai 1944 privind deportarea tătarilor crimeeni și, în al doilea rând, suntem insultați chiar de conducerea sovietică”.
La 14 octombrie 1966, Seitmuratova a fost arestată și trimisă la Moscova, unde a fost ținută în izolator la penitenciarul Lefortovsk. În mai 1967, a avut loc o ședință de judecată secretă și închisă, unde cazul a fost procesat în temeiul articolului 74 din Codul penal al RSFSR „pentru incitarea la dușmănie rasială și etnică”. Drept urmare, a fost condamnată la trei ani de închisoare. În continuare, a participat activ la colecționarea și reproducerea samizdatului tătar crimeean, a redactat texte ale petițiilor la cele mai înalte autorități de stat ale URSS, a scris și a distribuit materiale despre spiritul național al tătarilor crimeeni apelând la organizațiile sovietice pentru drepturile omului.
În 1967, din a patra încercare, Ayşe Seitmuratova a fost admisă la cursul postuniversitar la Institutul de Istorie al Academiei de Științe a URSS. În iunie 1971, cu câteva luni înainte de susținerea disertației, a fost din nou arestată și condamnată la 3 ani de închisoare în temeiul articolului 191 din Codul penal al RSS Ucrainești și al articolului 190 din Codul penal al RSFSR. A fost ținută în lagărele Barașevo și Iavas din Mordovia. A fost alungată din mediul academic în 1974, fără drept la activități științifice și didactice. A continuat totuși să participe la mișcarea tătarilor crimeeni. Vizita frecvent Crimeea, unde aduna informații despre persecuția familiilor tătarilor crimeeni care încercau să se mute cu traiul înapoi în peninsulă. Aceste informații au fost transmisă disidenților de la Moscova pentru a fi publicate în „Cronica evenimentelor curente”, un buletin care consemna încălcările drepturilor omului în URSS.
Din cauza naturii activităților sale, Ayşe Seitmuratova a fost nevoită să părăsească URSS. În 1978, când a aflat că autoritățile sovietice au de gând să o închidă într-un spital psihiatric, ea a declarat: „Nu voi mocni și nu voi mucezi acolo, voi arde în flăcări în Piața Roșie. Nu am nimic de pierdut, dar înainte de a face asta mă voi adresa întregii lumi musulmane și voi descrie viața unei femei musulmane în URSS”. Într-o petiție adresată lui Andropov, ea a scris: „Moartea mă va salva de toate formele de persecuție din țara sovietică”. Declarația a urmat la puțin timp după ce, la 23 iunie 1978, Musa Mamut își dăduse foc în Crimeea, în semn de protest față de politica discriminatorie a autorităților, care nu permitea poporului tătar crimeean să se stabilească în patria lor. La două zile după acea declarație, Seitmuratova a primit permisiunea de a emigra, deoarece autoritățile sovietice nu doreau o repetare a proceselor penale tumultoase și rezonanța globală care ar urma. Un rol în această decizie a avut și petiția adresată guvernului sovietic de senatorul american Jacob Javits⁠(d).:p. 32

### În exil
În noiembrie 1978, Ayşe Seitmuratova a emigrat mai întâi la Viena, iar în ianuarie 1979 a ajuns la New York. Acolo a învățat engleza și a început să lucreze ca corespondent independent pentru Vocea Americii, moderând programe în rusă, uzbecă și azeră, în special despre problema națională a tătarilor crimeeni. Discursurile ei au fost difuzate de BBC, Radio Liberty și Deutsche Welle.
Ea a participat la numeroase conferințe internaționale privind protecția drepturilor omului desfășurate la Washington, Ottawa, Montreal, Londra, Stockholm, Oslo, Ankara, Istanbul și Roma. În noiembrie 1986, a fost invitată la Viena la o conferință a reprezentanților statelor membre ale Conferinței pentru Securitate și Cooperare în Europa. Seitmuratova a pregătit o broșură în limba engleză dedicată apărării cauzei lui Mustafa Cemilev⁠(d), întemnițat în Magadan la acea vreme. Materialul conținea detalierea unor fapte și documente foto despre Cemilev, precum și un apel pentru eliberarea acestuia. Acesta a fost distribuit miniștrilor de externe din 35 de state participante la conferință. Se crede că datorită conferinței de la Viena a început eliberarea prizonierilor politici din URSS. După conferință, secretarul general al Comitetului Central al PCUS, Mihail Gorbaciov, a ordonat să fie întors din exil Andrei Saharov și să fie eliberat Mustafa Cemilev.:p. 2-5 Ayşe Seitmuratova s-a întâlnit cu liderii diferitor țări ale lumii și la aceste întâlniri a subliniat problema tătarilor crimeeni. De două ori (în 1982 și 1988) a fost invitată la Casa Albă de președintele american Ronald Reagan. Ea a devenit prima femeie musulmană invitată în audiență la Reagan.
Seitmuratova a participat la activitățile organizațiilor publice internaționale, precum Amnesty International, Federația Internațională pentru Drepturile Omului⁠(d), Grupul Helsinki din Moscova⁠(d) și Centrul pentru Democrație din URSS. În 1986, ea a organizat în 12 țări „Comitete pentru protecția lui Mustafa Cemilev” în 12 țări. A susținut fervent eliberarea lui Yuriy Osmanov⁠(d), Reșat Ablaiev, Sinaver Kadîrov și a altor membri ai mișcării pentru drepturile tătarilor crimeeni.

### Întoarcerea în Crimeea
La începutul anilor 1990, Ayşe Seitmuratova s-a întors în Crimeea. În 1992-1993, a distribuit ajutoare femeilor și haine copiilor. În 1996, a adus din Statele Unite echipamente în valoare de 12.000 de dolari la un centrul medical. În 1997, a publicat o broșură intitulată „Mișcarea pentru drepturile tătarilor crimeeni”. A fondat fundația caritabilă „Merkhamet Evi” („Casa bunătății”), care avea grijă de bătrânii singuri, de persoanele cu dizabilități și familiile cu mulți copii. A construit un azil pentru bătrâni „K'artlar Evi” („Căminul bătrânilor”), inaugurat în 2001.
În 2014, Ayşe Seitmuratova a condamnat anexarea Crimeei de către Rusia. La ultima sesiune a Parlamentului Crimeei din martie 2014, a declarat: „Știm foarte bine că în anii '90 Ucraina ne-a acceptat ca unul din popoarele țării sale. Da, Ucraina nu ne-a putut oferi tot ce ne-am dorit. Cu toate acestea, Ucraina însăși încă nu s-a ridicat pe picioare, dar sunt sigură că astăzi trebuie să ne construim statalitatea împreună cu Ucraina, poporul ucrainean, și împreună cu Ucraina vom obține succesul și prosperitatea.”
În decembrie 2014, în casa lui Ayşe au venit doi angajați ai procuraturii ruse și ai serviciului de migrație, acuzând-o de încălcarea legislației ruse.
La 8 noiembrie 2019, i s-a interzis trecerea prin punctul de control administrativ Ceaplînka, pe motiv că avea cetățenie străină. Mai târziu, ea s-a întors la Simferopol.
Ayşe Seitmuratova a continuat să trăiască în Crimeea anexată până la moarte. Era cetățean american, așa că permisul de ședere i-a fost prelungit până în 2025. Ea nu plănuia să se întoarcă în America: „Nu. Vreau să fiu cu oamenii mei. M-am născut în Crimeea, aceasta este Patria mea, nu Patria lui Putin. Am fost lipsit de Patria-Mamă toată viața. Asta nu se va mai întâmpla.”

## Decorații
A fost decorată cu Ordinul „Pentru curaj”⁠(d) de gradul I la 30 ianuarie 2007 „pentru o contribuție semnificativă la dezvoltarea socio-economică și culturală a Republicii Autonome Crimeea, realizări semnificative în domeniul muncii și cu ocazia Zilei Republicii Autonome Crimeea”.